# 米田達郎
米田 達郎（よねだ たつろう、1976年 - ）は、日本の漫画家。徳島県出身。兼業主夫。

## 略歴
- 2009年、『タマキ』が第26回MANGA OPENで奨励賞を受賞[2][3]。
- 2010年、『主に主夫』で第57回ちばてつや賞 佳作を受賞[4]。『主に主夫』は後に『ライク・ア・ローリング・主夫 リーチマン』と改題し、『モーニング』45号から新人トライアルシリーズ【もーたま。】にて6回掲載。2011年『モーニング』36・37合併号よりほぼ月一連載となる。

## 作風
南 (2013, p. 161) は躍動感ある描画と評し、宮崎駿と黒田硫黄との類似性を指摘する。

## 受賞歴
- 2009年 第26回MANGA OPEN奨励賞（『タマキ』）[2][3]
- 2010年 第57回ちばてつや賞佳作（『主に主夫』）[4]

## 作品リスト
- リーチマン（講談社『モーニング』2010年 - 2013年、〈モーニングKC〉全3巻）
『モーニング』掲載時のタイトルは「ライク・ア・ローリング・主夫リーチマン」[5]。主人公は、作者と同名でウジウジとした性格の大柄なフィギュア造形師の卵兼主夫で、その妻は小柄で気の強い性格[6]。穏やかながら起伏があり着実に変化していく日常[7]を描いており、南 (2013, pp. 161–162) は夫婦の掛け合いが痛快で夫婦愛が感動的な主夫漫画であるとともに、優れた食卓漫画でもあると評する。
- 自転車野郎（サイクルヤロウ）（講談社『モーニング』2015年 - ? ）
自転車ダウンヒルを主題とする作品[8]。

## 参考資料
- 南, 信長『マンガの食卓』（初版第1刷）NHK出版、2013年9月17日。ISBN 978-4-7571-4316-6。